# アンソニー・ドーア
アンソニー・ドーア（Anthony Doerr, 1973年10月27日 - ）は、アメリカ合衆国出身の小説家。

## 経歴
オハイオ州クリーヴランド生まれ。ボウディン大学で歴史を学び、ボーリング・グリーン州立大学でMFAを取得した。デビュー短篇集『シェル・コレクター』（2002）で多くの賞を受賞したことで一躍脚光を浴び、『すべての見えない光』では2015年のピュリツァー賞（フィクション部門）を受賞した。
小説とは別にボストン・グローブ紙で科学に関するコラムを書いている。これまでアフリカとニュージーランドで暮らしていたが、現在は妻と双子の息子とともにアイダホ州ボイシに在住。

## 邦訳作品
- 『シェル・コレクター』岩本正恵訳、新潮社、新潮クレスト・ブックス、2003年
- 『メモリー・ウォール』岩本正恵訳、新潮社、新潮クレスト・ブックス、2011年
- 『すべての見えない光』藤井光訳、新潮社、新潮クレスト・ブックス、2016年

## 作品

### 小説
- About Grace (2004)
本邦未訳
- All the Light We Cannot See (2014)
『すべての見えない光』藤井光訳、新潮社、2016年。ピューリッツァー賞受賞作。

### 短編集
- The Shell Collector (2002)
『シェル・コレクター』岩本正恵訳、新潮社、2003年
- Memory Wall (2010)
『メモリー・ウォール』岩本正恵訳、新潮社、2011年

### 映像化作品
- シェル・コレクター -（2016年）同名の作品の舞台を沖縄に移し替えた日本映画。
- All the Light We Cannot See（すべての見えない光） - 2023年11月 Netflixにて公開予定。